# Zambia International 2022
Die Zambia International 2022 als offene internationale Meisterschaften von Sambia im Badminton fanden vom 17. bis zum 20. November 2022 in Lusaka statt.

## Sieger und Platzierte
| Disziplin    | Gold                                 | Silber                              | Bronze                                |
| ------------ | ------------------------------------ | ----------------------------------- | ------------------------------------- |
| Herreneinzel | Dmitriy Panarin                      | Anuoluwapo Juwon Opeyori            | Bahaedeen Ahmad Alshannik             |
| Herreneinzel | Dmitriy Panarin                      | Anuoluwapo Juwon Opeyori            | Phone Pyae Naing                      |
| Dameneinzel  | Keisha Fatimah Az Zahra              | Era Maftuha                         | Lorna Bodha                           |
| Dameneinzel  | Keisha Fatimah Az Zahra              | Era Maftuha                         | Johanita Scholtz                      |
| Herrendoppel | Jarred Elliott Robert Summers        | Mwanza Edward Timothy Kafunda       | Mark Banda Kalombo Mulenga            |
| Herrendoppel | Jarred Elliott Robert Summers        | Mwanza Edward Timothy Kafunda       | Martin Kangwa Gilbert Mwiya           |
| Damendoppel  | Keisha Fatimah Az Zahra Era Maftuha  | Amy Ackerman Deidre Laurens Jordaan | Lorna Bodha Kobita Dookhee            |
| Damendoppel  | Keisha Fatimah Az Zahra Era Maftuha  | Amy Ackerman Deidre Laurens Jordaan | Evelyn Siamupangila Ogar Siamupangila |
| Mixed        | Bahaedeen Ahmad Alshannik Domou Amro | Jarred Elliott Amy Ackerman         | Mark Banda Ogar Siamupangila          |
| Mixed        | Bahaedeen Ahmad Alshannik Domou Amro | Jarred Elliott Amy Ackerman         | Robert Summers Deidre Laurens Jordaan |